# Огъване
В механиката огъване се нарича състоянието на конструктивен елемент, подложен на напречен товар. Конструктивен елемент, който обикновено е натоварен на огъване, е гредата. Пример за греда, работеща на огъване, е хоризонталният елемент в гардеробите, използван за закачване на дрехи на закачалки.
Огъването предизвиква в гредата разрезни усилия, поемаща напречното натоварване. В примера на Схема 1 материалът в горната част на гредата е подложен на натиск, а този в долната част — на опън. Товарът предизвиква в гредата три вида вътрешни сили, показани на Схема 2: срязваща сила, успоредна на напречния товар, натиск в горната част на гредата и опън в долната ѝ част. Натисковата и опънната сила образуват двоица или момент, тъй като са равни по величина и противоположни по посока. Този огъващ момент предизвиква провисването, типично за елементи, подложени на огъване.
Натисковата и опънната сила, показани на Схема 2, предизвикват в гредата напрежения. Максималното натисково напрежение възниква в горния ръб на гредата, а максималното опънно напрежение — в долния. Напреженията между тези два екстремума се изменят линейно. Тъй като тези максимуми са с противоположен знак, съществува линия между тях, на която няма напрежения. Тя се нарича неутрална ос.